# Saïdou Panandétiguiri
Saïdou Panandétiguiri, né le 22 mars 1984 à Ouahigouya (Burkina Faso), est un footballeur international burkinabè, qui évolue au poste d'arrière droit au SK Doorslaar.
Il a participé à la Coupe d'Afrique des nations 2010 avec le Burkina Faso.

## Statistiques
À l'issue de la saison 2010-2011
- 26 matchs et 1 but en 1re division portugaise
- 92 matchs et 0 but en 1re division belge
- 27 matchs et 0 but en 2e division allemande

## Palmarès
- Équipe du Burkina Faso
  - Finaliste de la Coupe d'Afrique des nations en 2013